# Le Village de mes rêves
Pour plus de détails, voir Fiche technique et Distribution.
Le Village de mes rêves (絵の中のぼくの村, E no naka no boku no mura) est un film japonais réalisé par Yōichi Higashi, sorti en 1996.

## Synopsis
Les frères jumeaux Yukihiko  et Seizo Tashima se souviennent de leur enfance dans la campagne de la préfecture de Kōchi dans le Japon d'après la Seconde Guerre mondiale.

## Fiche technique
- Titre original : 絵の中のぼくの村 (E no naka no boku no mura?)
- Titre français : Le Village de mes rêves
- Réalisation : Yōichi Higashi
- Scénario : Yōichi Higashi, Takehiro Nakajima et Seizo Tashima
- Direction artistique : Akira Naitō
- Photographie : Yoshio Shimizu
- Pays de production :  Japon
- Langue originale : japonais
- Format : couleur - 35 mm
- Genre : drame
- Durée : 112 minutes[1]
- Dates de sortie :
  - Japon : 13 juillet 1996[1]
  - France : 2 avril 1997[2]

## Distribution
- Keigo Matsuyama : Seizo Tashima
- Shogo Matsuyama : Yukihiko Tashima
- Mieko Harada : Mizue Tashima, la mère
- Kyōzō Nagatsuka : Kenzo Tashima, le père

## Distinctions

### Récompenses
- Berlinale 1996 : Ours d'argent pour une performance individuelle remarquable[3]
- Festival international du film d'Amiens 1996 : Grand Prix du long métrage - Licorne d'Or

### Sélection
- Berlinale 1996 : en compétition pour l'Ours d'or[4]